# 歐文斯堡 (印第安納州)
歐文斯堡（英語：Owensburg）是位於美國印第安納州格林縣的一個人口普查指定地區。

## 人口
根據2010年美國人口普查的數據，歐文斯堡的面積為2.00平方千米，當中陸地面積為2.00平方千米，而水域面積為0.00平方千米。當地共有人口406人，而人口密度為每平方千米203人。